# NGC 6470
NGC 6470 is een spiraalvormig sterrenstelsel in het sterrenbeeld Draak. Het hemelobject werd op 9 juli 1886 ontdekt door de Amerikaanse astronoom Lewis A. Swift.

## Synoniemen
- UGC 10974
- MCG 11-21-25
- ZWG 321.39
- PGC 60778